# Auménancourt
Auménancourt est une commune française, située dans le département de la Marne en région Grand Est.

## Géographie
La commune est traversée par la Suippe.
| Pignicourt | Brienne-sur-Aisne | Poilcourt-Sydney         |
| Orainville | Auménancourt      | Saint-Étienne-sur-Suippe |
| Brimont    | Bourgogne         |                          |

### Hydrographie

#### Réseau hydrographique
La commune est dans la région hydrographique « la Seine du confluent de l'Oise (inclus) à l'embouchure » au sein du bassin Seine-Normandie. Elle est drainée par la Suippe et divers bras de cette rivière,.
La Suippe, d'une longueur de 82 km, prend sa source dans la commune de Tailly et se jette  dans l'Aisne à Saint-Juvin, après avoir traversé 27 communes.

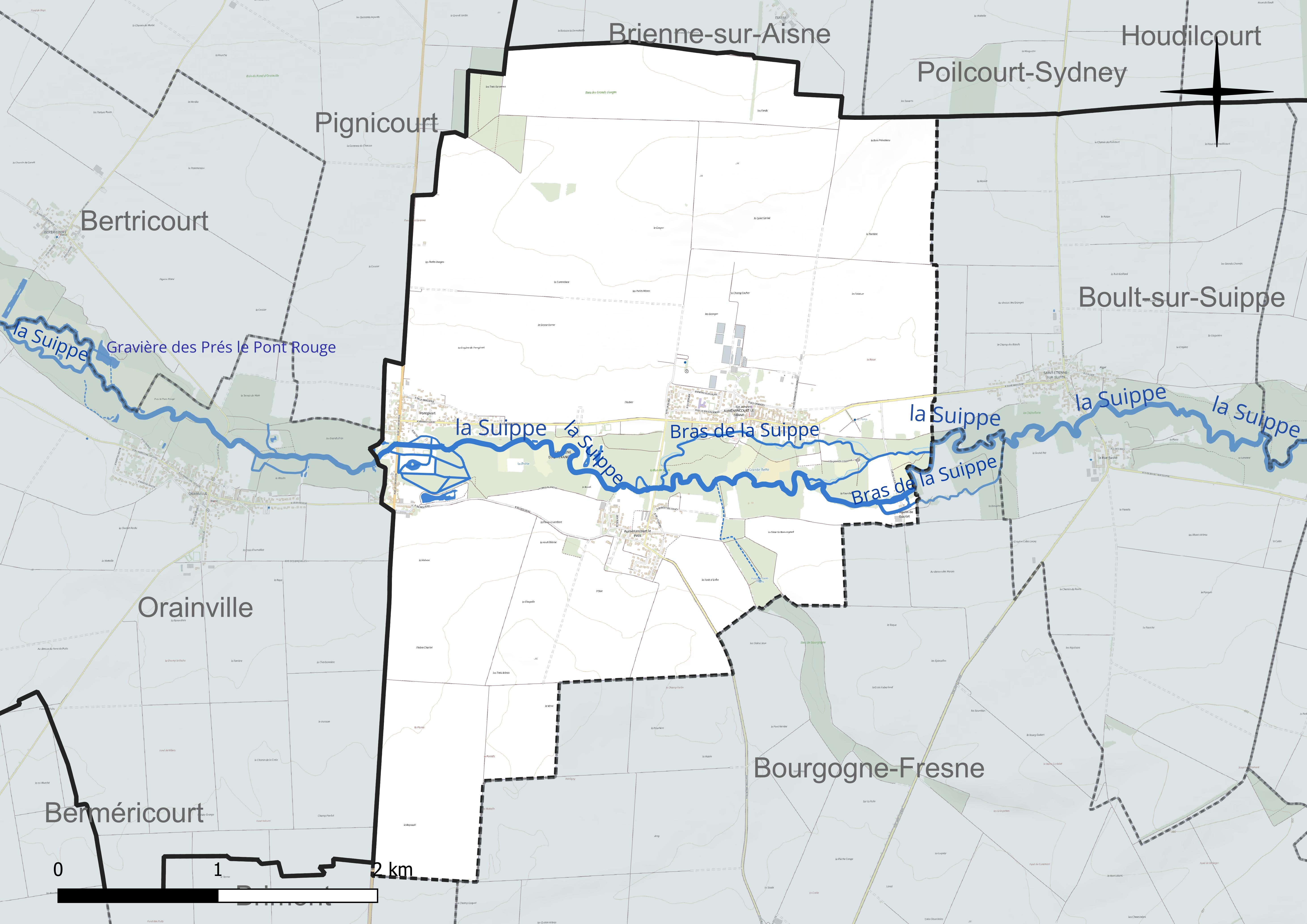
Réseau hydrographique d'Auménancourt.

#### Gestion et qualité des eaux
Le territoire communal est couvert par le schéma d'aménagement et de gestion des eaux (SAGE) « Aisne Vesle Suippe ». Ce document de planification, dont le territoire s’étend sur 3 096 km2 répartis sur trois départements (Aisne, Marne et Ardennes) et deux régions (Champagne-Ardenne et Picardie), a été approuvé le 16 décembre 2013. La structure porteuse de l'élaboration et de la mise en œuvre est le Syndicat d’aménagement des bassins Aisne Vesle Suippe (SIABAVES).
La qualité des cours d’eau peut être consultée sur un site dédié géré par les agences de l’eau et l’Agence française pour la biodiversité.

### Climat
Pour des articles plus généraux, voir Climat du Grand Est et Climat de la Marne.
En 2010, le climat de la commune est de type climat océanique dégradé des plaines du Centre et du Nord, selon une étude du Centre national de la recherche scientifique s'appuyant sur une série de données couvrant la période 1971-2000. En 2020, Météo-France publie une typologie des climats de la France métropolitaine dans laquelle la commune est exposée à un climat océanique altéré et est dans la région climatique Nord-est du bassin Parisien, caractérisée par un ensoleillement médiocre, une pluviométrie moyenne régulièrement répartie au cours de l’année et un hiver froid (3 °C).
Pour la période 1971-2000, la température annuelle moyenne est de 10,3 °C, avec une amplitude thermique annuelle de 15,5 °C. Le cumul annuel moyen de précipitations est de 671 mm, avec 11,2 jours de précipitations en janvier et 8,3 jours en juillet. Pour la période 1991-2020, la température moyenne annuelle observée sur la station météorologique de Météo-France la plus proche, « La Selve », sur la commune de La Selve à 21 km à vol d'oiseau, est de 10,8 °C et le cumul annuel moyen de précipitations est de 710,7 mm. 
La température maximale relevée sur cette station est de 41,2 °C, atteinte le 25 juillet 2019 ; la température minimale est de −18,7 °C, atteinte le 4 février 2012,,.
Les paramètres climatiques de la commune ont été estimés pour le milieu du siècle (2041-2070) selon différents scénarios d'émission de gaz à effet de serre à partir des nouvelles projections climatiques de référence DRIAS-2020. Ils sont consultables sur un site dédié publié par Météo-France en novembre 2022.

## Urbanisme

### Typologie
Au 1er janvier 2024, Auménancourt est catégorisée commune rurale à habitat dispersé, selon la nouvelle grille communale de densité à sept niveaux définie par l'Insee en 2022.
Elle est située hors unité urbaine. Par ailleurs la commune fait partie de l'aire d'attraction de Reims, dont elle est une commune de la couronne,. Cette aire, qui regroupe 294 communes, est catégorisée dans les aires de 200 000 à moins de 700 000 habitants,.

### Occupation des sols
L'occupation des sols de la commune, telle qu'elle ressort de la base de données européenne d’occupation biophysique des sols Corine Land Cover (CLC), est marquée par l'importance des territoires agricoles (86,1 % en 2018), une proportion identique à celle de 1990 (86,1 %). La répartition détaillée en 2018 est la suivante : 
terres arables (83,3 %), forêts (12 %), zones agricoles hétérogènes (2,8 %), zones urbanisées (1,9 %). L'évolution de l’occupation des sols de la commune et de ses infrastructures peut être observée sur les différentes représentations cartographiques du territoire : la carte de Cassini (XVIIIe siècle), la carte d'état-major (1820-1866) et les cartes ou photos aériennes de l'IGN pour la période actuelle (1950 à aujourd'hui).

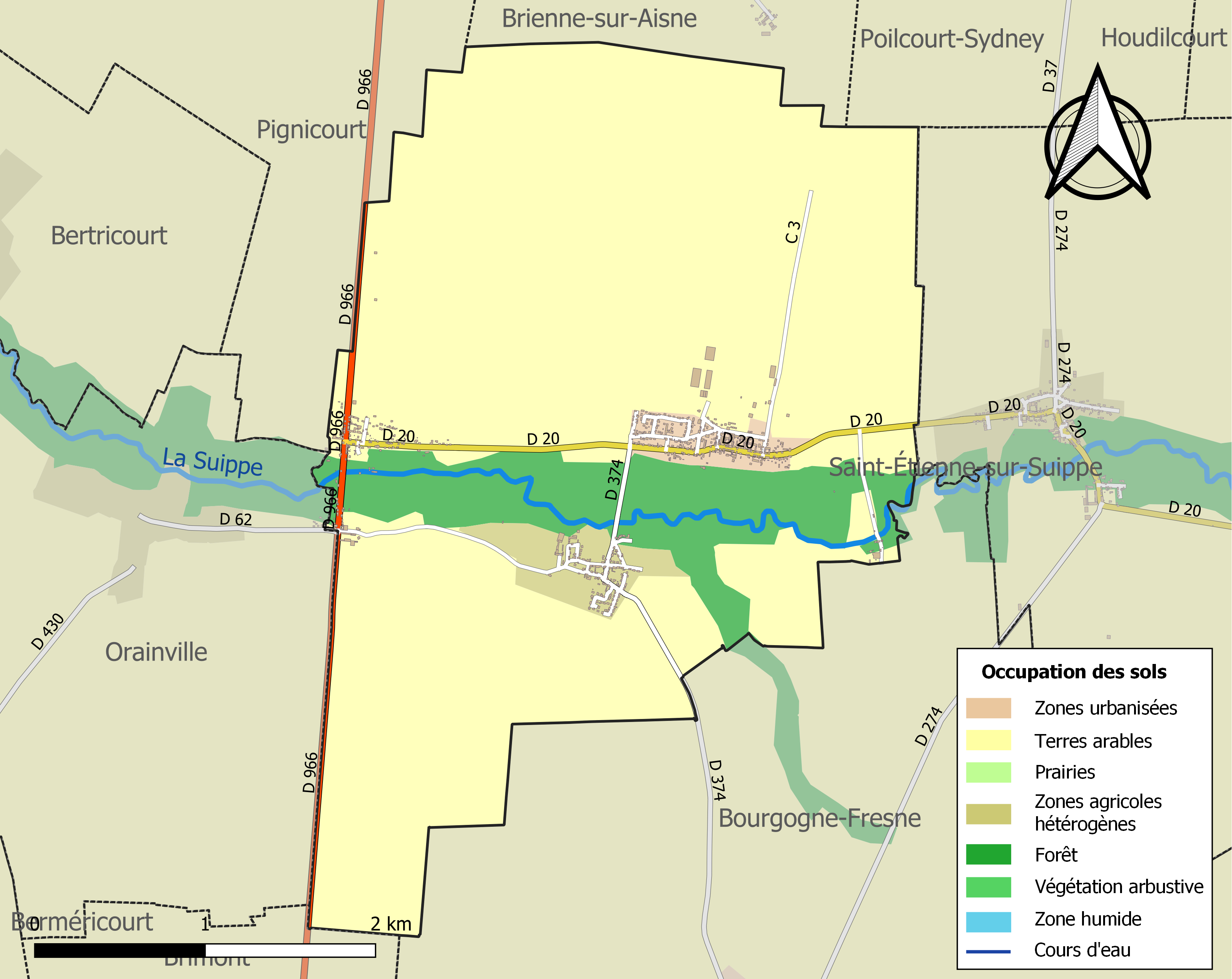
Carte des infrastructures et de l'occupation des sols de la commune en 2018 (CLC).

## Toponymie
Aumenancourt-le-Grand : Curtis Alamannorum (milieu du IXe siècle), Alamannorum Cortis (vers 948), Alemannorum Curtis (1093-1125), Almerencurtis (1171), Amenancorth (1174), Almenecurtis (1196), Aumenencourt (1216), Amenaucourt-le-Grant et Aunencourt-le-Grant (1556), Aumencour (1675), Aumnencourt-le-Grand (1728), Grand Menancourt (1748).

Aumenancourt-le-Petit : Aumenescort Parva (vers 1250), Amuenencurtis Parvus (1303-1312), Aumenencourt Parvus (1328), Augnenancourt-le-Petit (1400), Le Petit-Menancourt (1594), Amenencourt-le-Petit (1629), Amnencourt-le-Petit (1753).

Le toponyme Auménancourt est issu du germanique Alamanni (Alamans) suivi du bas latin cortem (domaine).
Beaucoup toponyme de ce type sont aussi  à rapprocher d’un lieu proche de marais d’étang  Amenucourt Val d’oise, Amenoncourt Meurthe-et-Moselle. Même origine que L’aulne dit aussi aune, croissant dans les bois humides ou marécageux, ou encore en bord de cours d'eau.

## Histoire
La commune est issue de la fusion d'Auménancourt-le-Grand, de Pontgivart et d'Auménancourt-le-Petit le 1er janvier 1967.
Le 20 janvier 1871 le ballon monté Général-Bourbaki s'envole de la gare du Nord à Paris alors assiégé par les Prussiens et termine sa course à Auménancourt-le-Grand après avoir parcouru 162 kilomètres.
Les communes d'Auménancourt-le-Grand et Auménancourt-le-Petit sont décorées de la Croix de guerre 1914-1918 le 1er octobre 1920.

## Gentilé
Auménancourt-le-Grand : les Baguenats ;

Auménancourt-le-Petit : les Pinaguets ;

Pontgivart : les Pongivartois.

## Politique et administration
| Période                                  | Période  | Identité                                      | Étiquette | Qualité                        |
| ---------------------------------------- | -------- | --------------------------------------------- | --------- | ------------------------------ |
| Les données manquantes sont à compléter. |          |                                               |           |                                |
| avant 1874                               | 1875     | Fléau                                         |           | maire de Le-Grand              |
| avant 1874                               | 1875     | Diancourtt                                    |           | maire de Le-Petit              |
| 1879                                     |          | Toussaint, Le Grand Lachapelle, pour le Petit |           |                                |
| avant 1981                               | ?        | Pierre Guillaume                              |           |                                |
| 1989                                     | 2008     | Thierry Sarazin                               |           |                                |
| 2008                                     | mai 2020 | Franck Gureghian                              |           | Réélu pour le mandat 2014-2020 |
| mai 2020                                 | En cours | Christophe Mahuet                             |           |                                |

## Démographie
L'évolution du nombre d'habitants est connue à travers les recensements de la population effectués dans la commune depuis 1793. Pour les communes de moins de 10 000 habitants, une enquête de recensement portant sur toute la population est réalisée tous les cinq ans, les populations de référence des années intermédiaires étant quant à elles estimées par interpolation ou extrapolation. Pour la commune, le premier recensement exhaustif entrant dans le cadre du nouveau dispositif a été réalisé en 2007.

En 2022, la commune comptait 1 118 habitants, en évolution de +8,75 % par rapport à 2016 (Marne : −1,19 %, France hors Mayotte : +2,11 %).
| 1793 | 1800 | 1806 | 1821 | 1831 | 1836 | 1841 | 1846 | 1851 |
| ---- | ---- | ---- | ---- | ---- | ---- | ---- | ---- | ---- |
| 336  | 297  | 310  | 290  | 650  | 649  | 712  | 714  | 739  |

| 1856 | 1861 | 1866 | 1872 | 1876 | 1881 | 1886 | 1891 | 1896 |
| ---- | ---- | ---- | ---- | ---- | ---- | ---- | ---- | ---- |
| 734  | 786  | 809  | 730  | 622  | 582  | 543  | 526  | 520  |

| 1901 | 1906 | 1911 | 1921 | 1926 | 1931 | 1936 | 1946 | 1954 |
| ---- | ---- | ---- | ---- | ---- | ---- | ---- | ---- | ---- |
| 375  | 335  | 313  | 206  | 257  | 253  | 255  | 264  | 276  |

| 1962 | 1968 | 1975 | 1982 | 1990 | 1999 | 2006 | 2007 | 2012 |
| ---- | ---- | ---- | ---- | ---- | ---- | ---- | ---- | ---- |
| 254  | 409  | 522  | 658  | 659  | 696  | 861  | 884  | 973  |

| 2017  | 2022  | - | - | - | - | - | - | - |
| ----- | ----- | - | - | - | - | - | - | - |
| 1 048 | 1 118 | - | - | - | - | - | - | - |

## Économie
Début juillet 2019, la commune a accueilli le premier déploiement de fibre optique. Sa mise en route est prévue pour la fin d'année 2020.

## Culture locale et patrimoine

### Lieux et monuments
Auménancourt possède trois églises :
- Saint-Firmin à Auménancourt-le-Grand,
- Saint-Nicaise à Auménancourt-le-Petit,
- Sainte-Félicité au hameau de Pontgivart.

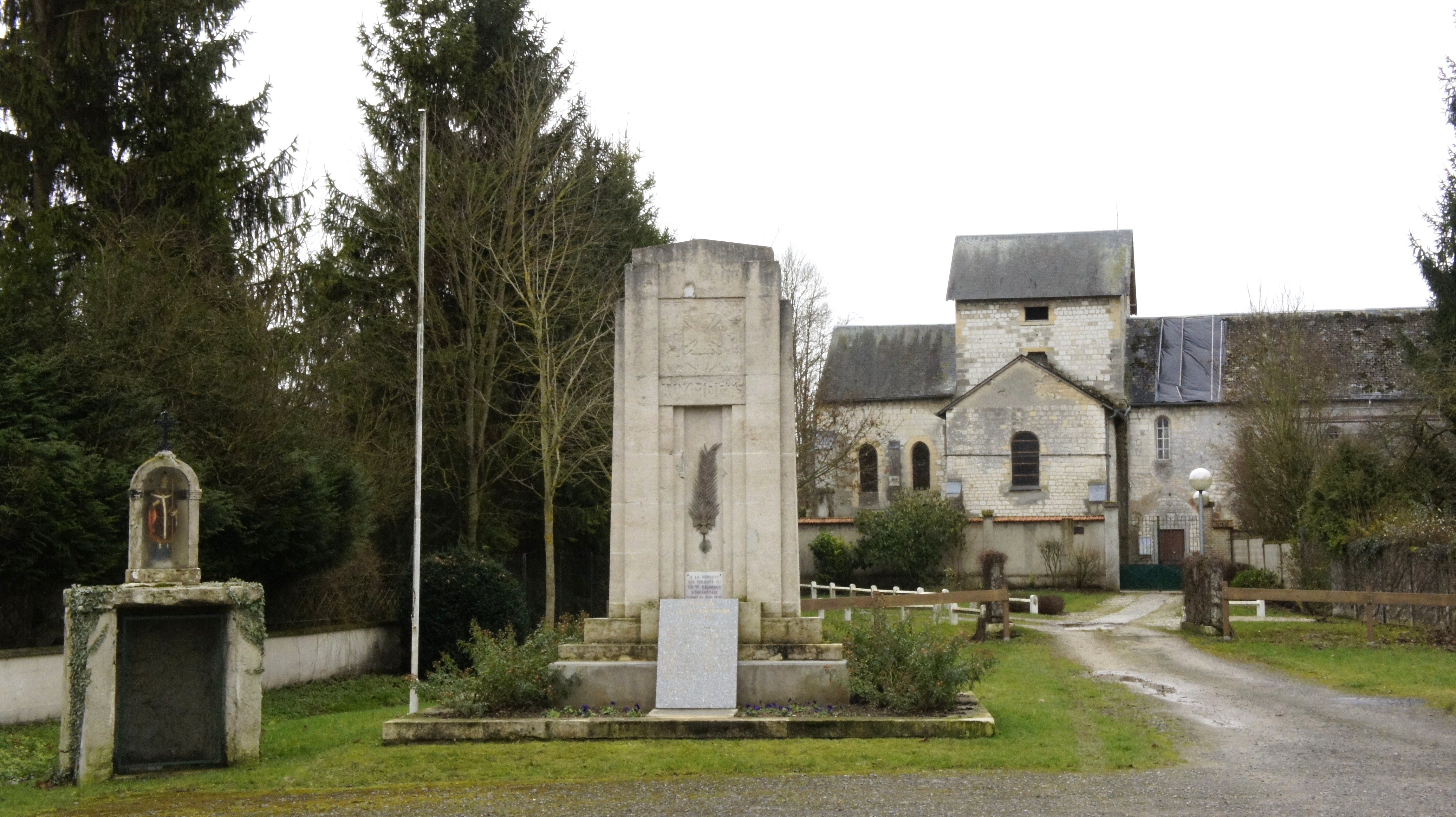
Le puits de Saint-Firmin, le monument aux morts et l'église d'Auménancourt-le-Grand.
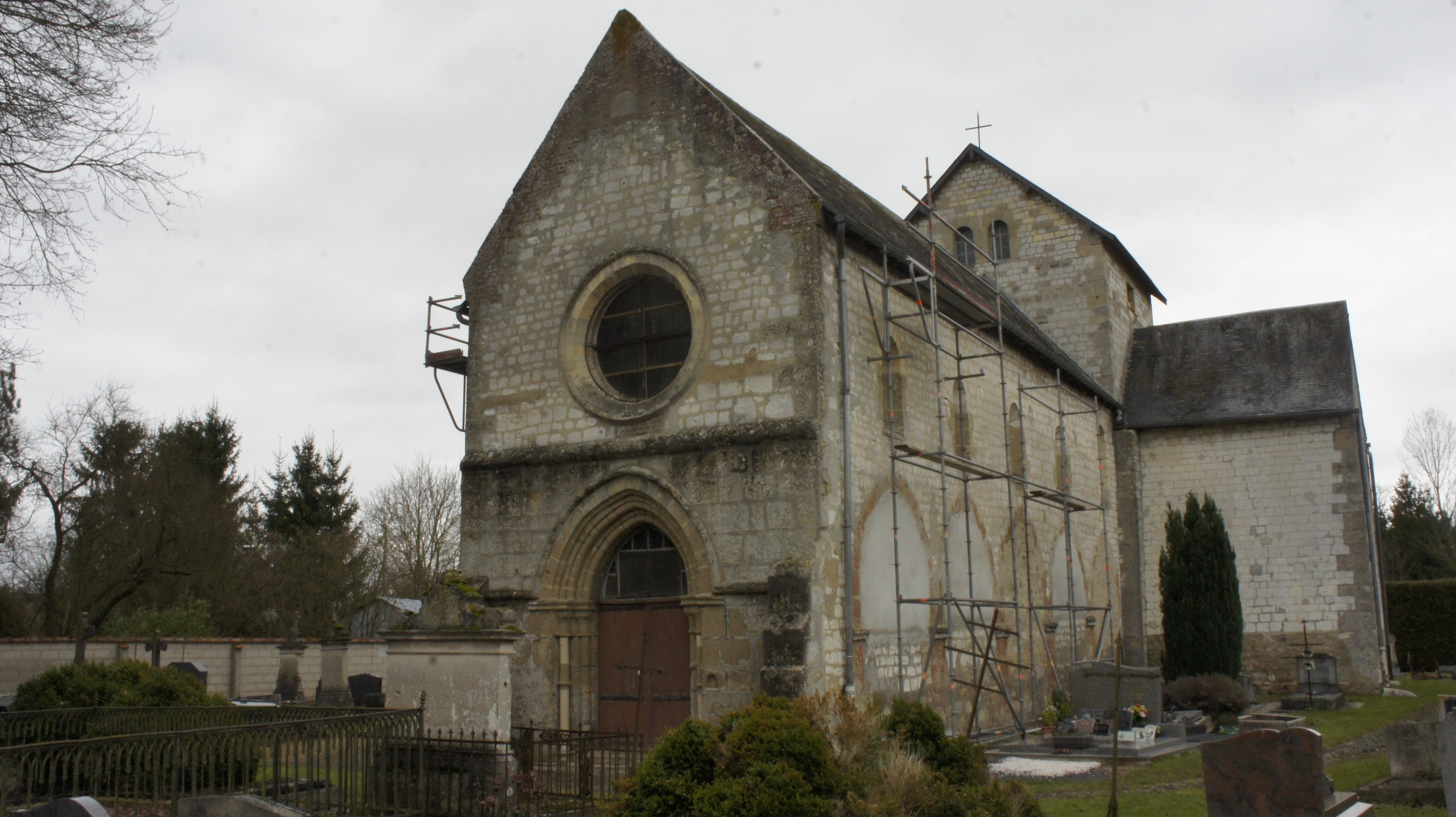
L'église Saint-Firmin d'Auménancourt-le-Grand.
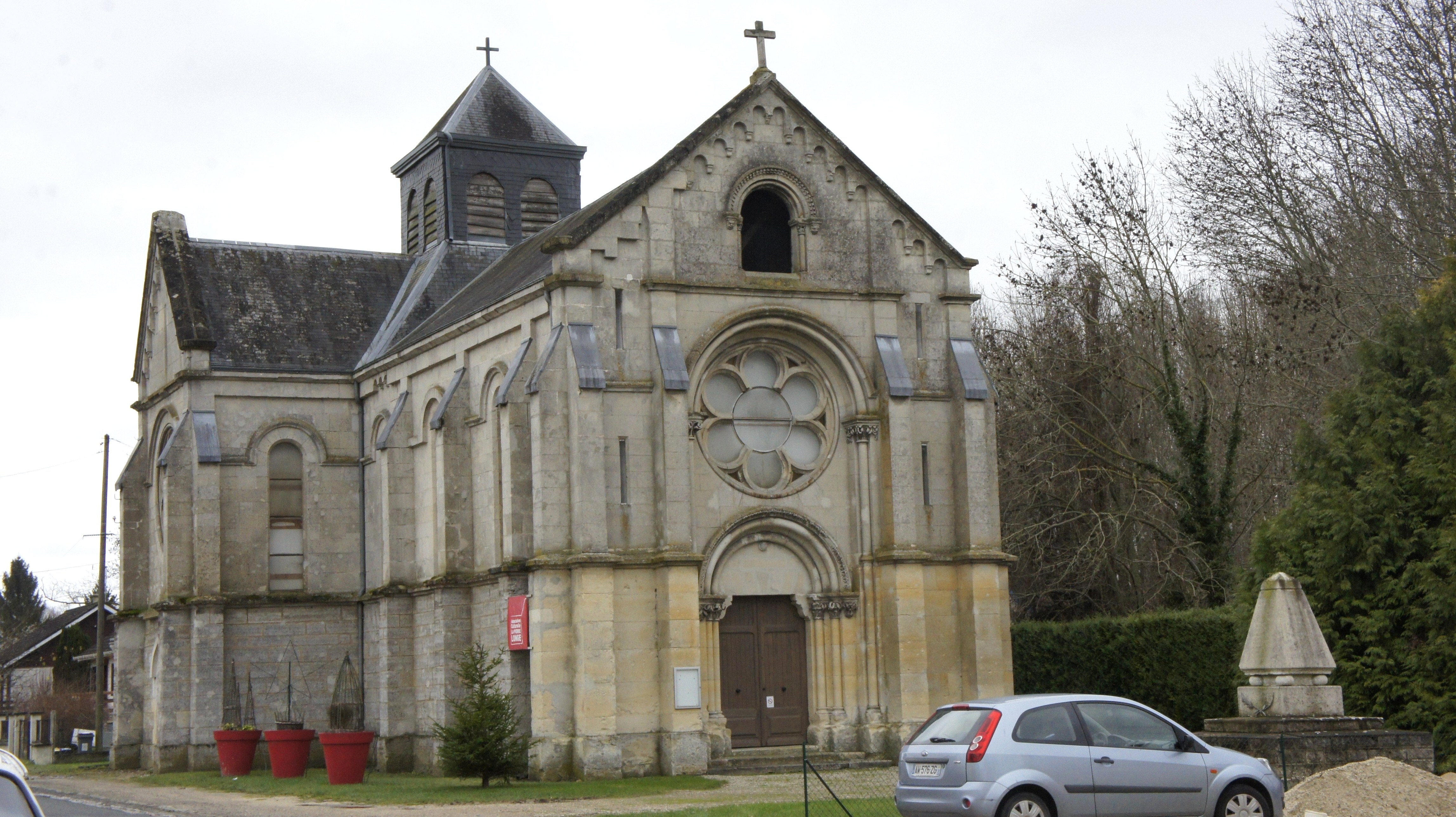
L'église Sainte-Félicité et le monument aux morts de Pontgivart.

### Personnalités liées à la commune
- Saint Thierry

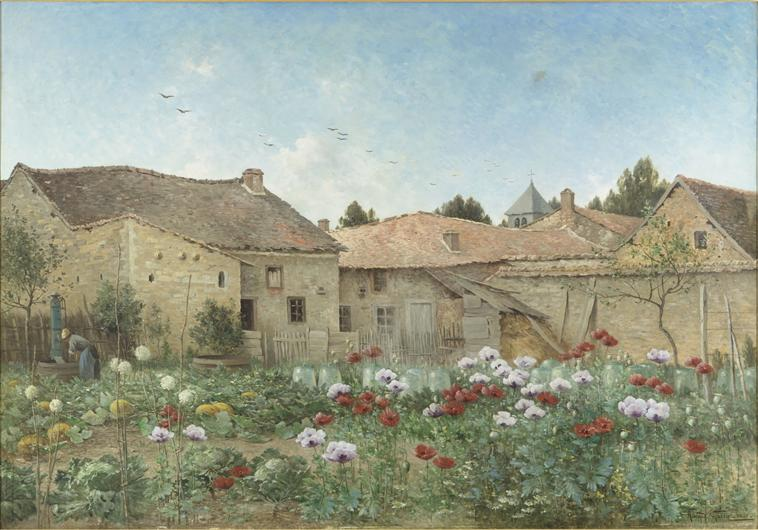
Jardin à Auménancourt, Armand Guéry, 1891.

- Armand Guéry, (1853-1912), possédait une belle propriété, la villa des fleurs, disparue pendant la Première Guerre mondiale, à Pontgivart, presque en face de l’église. Son tableau Jardin à Auménancourt, obtint une médaille, au Salon des artistes français de 1891, acquis par l’État, au Palais du Sénat[27] Notice no ARC00629, sur la plateforme ouverte du patrimoine, base Archim, ministère français de la Culture
- André Biguet (1892-1918), poète tué à Pont-Givard, figure parmi les 560 écrivains morts pour la France au Panthéon.